# Bau Muggeris
Bau Muggeris è una gola in cui sorge uno sbarramento artificiale per la produzione di energia elettrica e la distribuzione delle acque, nel comune di Villagrande Strisaili (provincia di Nuoro), nella Sardegna centro-orientale. Chiamato comunemente primo salto del Flumendosa o Alto Flumendosa, si trova alle pendici del massiccio del Gennargentu ad un'altezza di 801 metri s.l.m.. La diga fu costruita intorno al 1948 / 1949 dagli ingegneri Velio Princivalle e Claudio Marcello. L'invaso ha una portata di circa 60 milioni di metri cubi.
Esistono diversi piccoli affluenti che giungono nell'invaso, due principali che arrivano dai comuni di Villagrande Strisaili e uno da Lanusei. Da esso partono degli incanalamenti che portano al Basso Flumendosa per la distribuzione delle acque e la produzione di energia elettrica, l'altro sempre per gli stessi motivi è insito a Villagrande Strisaili in località Sa Teula, per poi dirigersi in un ultimo invaso ogliastrino in località Santa Lucia.
All'interno è praticata la pesca professionale con la tecnica della acquacoltura per la trota iridea. Molto importante e poco conosciuta è il diversificarsi della fauna ittica presente nel posto; abbiamo la presenza di trota fario, trota iridea (entrambi in lento spopolamento), tinca, carpa, anguilla, carassio e luccio, rarissima non che vietata la pesca, poter trovare esemplari di Trota Macrostigma Sarda(Salmo cettii).